# Altyniwka
Altyniwka (ukrainisch Алтинівка; russisch Алтыновка Altynowka) ist ein Dorf im Westen der ukrainischen Oblast Sumy mit etwa 1200 Einwohnern (2025).

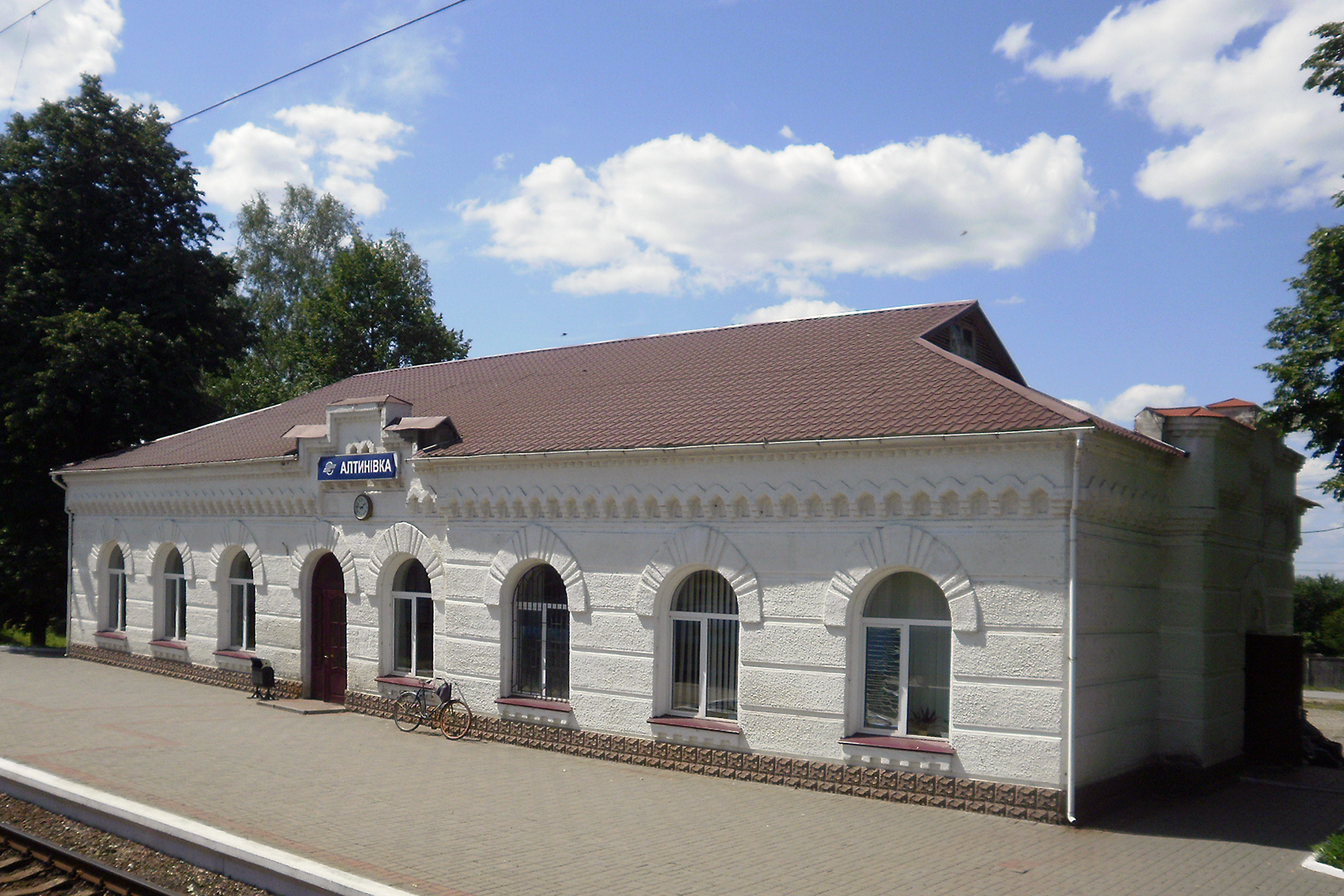
Bahnhofsgebäude in Altyniwka

Die 1490 erstmals erwähnte Ortschaft liegt nahe der Fernstraße M 02 / E 101 und liegt nahe der Grenze zur Oblast Tschernihiw, 21 km südwestlich vom ehemaligen Rajonzentrum Krolewez und 164 km nordwestlich vom Oblastzentrum Sumy. Das Dorf hat eine Bahnstation der Piwdenno-Sachidna Salisnyzja an der Bahnstrecke Kiew–Moskau.
Am 12. Juni 2020 wurde das Dorf ein Teil der neugegründeten Stadtgemeinde Krolewez, bis dahin bildete es die gleichnamige Landratsgemeinde Altyniwka (Алтинівська сільська рада/Altyniwska silska rada) im Westen des Rajons Krolewez.
Am 17. Juli 2020 kam es im Zuge einer großen Rajonsreform zum Anschluss des Rajonsgebietes an den Rajon Konotop.